# 下茹越水库
下茹越水库是中国山西省忻州市繁峙县境内的一座水库，位于滹沱河上，建于1973年。水库正常库容为1639万立方米，集雨面积为1356平方千米，海拔为972米。